# Nierl (miejscowość)
Nierl – osiedle typu miejskiego w Rosji, w obwodzie iwanowskim. W 2010 roku liczyło 2052 mieszkańców.